# Alexandru V Coconul
Alexandru V Coconul (fl. XVI secolo) fu voivoda (principe) di Valacchia dal 1623 al 1627 e voivoda di Moldavia nel biennio 1629-1630. Era figlio del voivoda Radu IX Mihnea che, come lui, aveva regnato sia sulla Valacchia che sulla Moldavia.